# TUBE (夏之管专辑)
TUBE是2005年7月20日被推出的夏之管(TUBE)的第27張(件)的專輯。

## 簡介
- 管的首張專輯是20週年。
- video clip集『TUBE Clips + Fan's choice』和同時銷售。
- 相冊的廣告標語是『我們障礙「夏天」宣言!!』

## 收錄曲目
（全作詞:前田亘輝）（全作曲:春畑道哉）
1. 焦躁被做熱帶(ジラされて熱帯)
2. 運河之道
3. 天空
4. Summer Walker
5. 衝浪搖擺舞(Surfin'ロックンロール)
6. 火箭煙火(ロケットハナビ)
7. 朋友(ともだち)
8. 破了Blue Jeans(破れたBlue Jeans)
9. 夏之海岸道(夏のseaside road)
10. 你你的那樣在(あなたはあなたのままでいてね)
11. Miracle Game
12. Seaside Vibration～能連接世界的門Ver.～(Seaside Vibration～世界をつなげる扉Ver.～)
13. a song for love